# Ууей
 Тази статия е за града в Китай.  За хунския шанюй вижте Ууей (шанюй).  
Ууей е град в провинция Гансу в Североцентрален Китай. Ууей е с население от 509 600 жители. На север граничи с Вътрешна Монголия, а на югозапад с Цинхай. През Ууей е минавал Пътят на коприната. Средната годишна температура е 7,8 °C. Населението на административния район е 1 819 800 жители (2010 г.).